# Shellback
Karl Johan Schuster, mer känd som Shellback, född 1 februari 1985 i Asarums församling, Blekinge län, är en svensk musikproducent, låtskrivare och musiker. Tillsammans med Max Martin har han skrivit hitsinglar som "So What" och "Raise Your Glass" med Pink, "If U Seek Amy" och "3" för Britney Spears, "DJ Got Us Fallin' in Love" för Usher och "Whataya Want from Me" för Adam Lambert. Han driver det egna produktionsbolaget Shellback Industries AB. Schusters artistnamn är taget från seriefiguren Skalman (i serien om Bamse) vars namn på engelska är just Shellback.

## Biografi
Johan Schuster växte upp i Karlshamn och fick mycket tidigt  sin första musikinspiration från Karlshamns musikkår, där han i tonåren skulle komma att ingå som trumslagare. Som barn började han spela bland annat trummor och gitarr och skrev med en kompis sina första låtar när han var åtta år. 2004 spelade han trummor i bandet The Distorted Pilot Programme, som vann den blekingska distriktstävlingen av Musik Direkt och fick agera förband för Kalasturnén i Blekinge. Efter gruppens upplösning blev han 2006 för en tid sångare i den nya Refused-inspirerade gruppen Skörda. Han har även varit vokalist för det In Flames/göteborgsmetal-inspirerade bandet Blinded Colony.
Genom kamraten Julius "Julle" Petersson lärde han känna Max Martin. Schuster hade sin inriktning på hårdrocksgenren och var skeptisk till popmusik, som han inte upplevde som någon utmaning. Efterhand ändrade han dock inställning och flyttade till Stockholm och de båda började stegvis samarbeta med musikproduktion. Det fick på allvar fart i och med Schusters första stora framgång med låten "So What" med Pink. Den blev våren 2008 Schusters första låt att hamna som topplacering på amerikanska Billboardlistan, följd av ytterligare nio förstaplaceringar där (räknat till 2016) på flera veckor vardera. Vid sidan av Max Martins placeringar är det rekord för svenska låtskrivare. Han har i samverkan med bland andra Max Martin skrivit ett stort antal framgångsrika låtar, inte minst för Taylor Swifts album 1989, såsom "We Are Never Ever Getting Back Together", "Blank Space" och "Shake It Off". På dessa skivinspelningar spelar han ofta själv alla instrumenten.
2014 drabbades han av utmattningssyndrom och tvingades göra ett längre uppehåll i arbetet. 2012 mottog han Musikexportpriset och lärde samtidigt känna sin ungdoms stora förebilder i gruppen Refused, som förberedde en återförening och en ny skiva. Schuster blev tillfrågad att skriva och producera och har med det åter försiktigt börjat arbeta igen.

## Priser och utmärkelser
- 2009 – Årets mest spelade låt på Musikförläggarnas Pris (P!NK - So What)
- 2010 – Årets internationella framgång på Musikförläggarnas Pris
- 2011 – Årets internationella framgång på Musikförläggarnas Pris
- 2012 – Musikexportpriset
- 2012 – Platinagitarren[10]
- 2013 – Årets kompositör och Årets internationella framgång på Musikförläggarnas Pris
- 2015 – Alice Tegnér-stipendiet[11]
- 2015 – Årets kompositör och Årets låt på Musikförläggarnas Pris

## Diskografi (urval)
| Låttitel                                       | År   | Album                                       | Låtskrivare | Producent |
| ---------------------------------------------- | ---- | ------------------------------------------- | ----------- | --------- |
| "If U Seek Amy"                                | 2008 | Britney Spears – Circus                     | Ja          |           |
| "I'm Gone I'm Going"                           | 2008 | Lesley Roy – Unbeautiful                    | Ja          |           |
| "Boring"                                       | 2008 | Pink – Funhouse                             | Ja          |           |
| "It's All Your Fault"                          | 2008 | Pink – Funhouse                             | Ja          |           |
| "So What"                                      | 2008 | Pink – Funhouse                             | Ja          |           |
| "Oxygen"                                       | 2009 | Living Things – Habeas Corpus               | Ja          | Ja        |
| "Bigger"                                       | 2009 | Backstreet Boys – This Is Us                | Ja          | Ja        |
| "3"                                            | 2009 | Britney Spears – The Singles Collection     | Ja          | Ja        |
| "Quitter"                                      | 2009 | Carrie Underwood – Play On                  | Ja          | Ja        |
| "Friday I'll Be Over U"                        | 2009 | Allison Iraheta – Just Like You             | Ja          | Ja        |
| "Just Like You"                                | 2009 | Allison Iraheta – Just Like You             | Ja          | Ja        |
| "Outta My Head"                                | 2009 | Leona Lewis – Echo                          | Ja          | Ja        |
| "Naked"                                        | 2009 | Leona Lewis – Echo                          |             | Ja        |
| "Whataya Want from Me"                         | 2009 | Adam Lambert – For Your Entertainment       | Ja          | Ja        |
| "If I Had You"                                 | 2009 | Adam Lambert – For Your Entertainment       | Ja          | Ja        |
| "Kiss n Tell"                                  | 2010 | Kesha – Animal                              | Ja          |           |
| "Hungover"                                     | 2010 | Kesha – Animal                              | Ja          |           |
| "Party at a Rich Dude's House"                 | 2010 | Kesha – Animal                              | Ja          | Ja        |
| "Dinosaur"                                     | 2010 | Kesha – Animal                              | Ja          | Ja        |
| "DJ Got Us Fallin' in Love"                    | 2010 | Usher – Versus                              | Ja          | Ja        |
| "Raise Your Glass"                             | 2010 | Pink – Greatest Hits... So Far!!!           | Ja          | Ja        |
| "Fuckin' Perfect"                              | 2010 | Pink – Greatest Hits... So Far!!!           | Ja          | Ja        |
| "Time Machine"                                 | 2010 | Robyn – Body Talk                           | Ja          | Ja        |
| "Can't Find Entrance"                          | 2011 | Those Dancing Days – Daydreams & Nightmares | Ja          | Ja        |
| "Loser Like Me"                                | 2011 | Glee – Glee: The Music, Volume 5            | Ja          | Ja        |
| "Dancing Crazy"                                | 2011 | Miranda Cosgrove – High Maintenance         | Ja          | Ja        |
| "I'll Survive You"                             | 2011 | BC Jean – Single                            | Ja          | Ja        |
| "Back 2 Life"                                  | 2011 | E-Type – Single                             | Ja          | Ja        |
| "What the Hell"                                | 2011 | Avril Lavigne – Goodbye Lullaby             | Ja          | Ja        |
| "Wish You Were Here"                           | 2011 | Avril Lavigne – Goodbye Lullaby             | Ja          | Ja        |
| "Smile"                                        | 2011 | Avril Lavigne – Goodbye Lullaby             | Ja          | Ja        |
| "I Love You"                                   | 2011 | Avril Lavigne – Goodbye Lullaby             | Ja          | Ja        |
| "I Wanna Go"                                   | 2011 | Britney Spears – Femme Fatale               | Ja          | Ja        |
| "Criminal"                                     | 2011 | Britney Spears – Femme Fatale               | Ja          | Ja        |
| "Up n' Down"                                   | 2011 | Britney Spears – Femme Fatale               | Ja          | Ja        |
| "Light Up the World"                           | 2011 | Glee-ensemblen – Glee: The Music, Volume 6  | Ja          | Ja        |
| "Moves like Jagger"                            | 2011 | Maroon 5 – Hands All Over                   | Ja          | Ja        |
| "Beggin' on Your Knees"                        | 2011 | Victorious – Victorious                     | Ja          | Ja        |
| "No More Secrets"                              | 2011 | Carolina Liar – Wild Blessed Freedom        | Ja          | Ja        |
| "Me and You"                                   | 2011 | Carolina Liar – Wild Blessed Freedom        | Ja          | Ja        |
| "Beautiful People"                             | 2011 | Carolina Liar – Wild Blessed Freedom        |             | Ja        |
| "King of Broken Hearts"                        | 2011 | Carolina Liar – Wild Blessed Freedom        |             | Ja        |
| "Salvation"                                    | 2011 | Carolina Liar – Wild Blessed Freedom        | Ja          | Ja        |
| "All That Comes Out of My Mouth"               | 2011 | Carolina Liar – Wild Blessed Freedom        | Ja          | Ja        |
| "Want U Back"                                  | 2011 | Cher Lloyd – Sjas + Stones                  | Ja          | Ja        |
| "With Ur Love"                                 | 2011 | Cher Lloyd – Sjas + Stones                  | Ja          | Ja        |
| "Beautiful People"                             | 2011 | Cher Lloyd – Sjas + Stones                  |             | Ja        |
| "She Doesn't Mind"                             | 2011 | Sean Paul – Tomahawk Technique              | Ja          | Ja        |
| "Payphone"                                     | 2012 | Maroon 5 – Overexposed                      | Ja          | Ja        |
| "One More Night"                               | 2012 | Maroon 5 – Overexposed                      | Ja          | Ja        |
| "Doin' Dirt"                                   | 2012 | Maroon 5 – Overexposed                      | Ja          | Ja        |
| "Scream"                                       | 2012 | Usher – Looking for Myself                  | Ja          | Ja        |
| "We Are Never Ever Getting Back Together"      | 2012 | Taylor Swift – Red                          | Ja          | Ja        |
| "I Knew You Were Trouble."                     | 2012 | Taylor Swift – Red                          | Ja          | Ja        |
| "22"                                           | 2012 | Taylor Swift – Red                          | Ja          | Ja        |
| "Slut Like You"                                | 2012 | P!nk – The Truth About Love                 | Ja          | Ja        |
| "Your Body"                                    | 2012 | Christina Aguilera – Lotus                  | Ja          | Ja        |
| "Let There Be Love"                            | 2012 | Christina Aguilera – Lotus                  | Ja          | Ja        |
| "Kiss You"                                     | 2012 | One Direction – Take Me Home                | Ja          |           |
| "Heart Attack"                                 | 2012 | One Direction – Take Me Home                | Ja          | Ja        |
| "Nobody Compares"                              | 2012 | One Direction – Take Me Home                | Ja          | Ja        |
| "All That Matters (The Beautiful Life)"        | 2012 | Kesha – Warrior                             | Ja          | Ja        |
| "Release You"                                  | 2013 | Megan & Liz – Look What You Started         | Ja          | Ja        |
| "Easier To Lie"                                | 2013 | Cassadee Pope – Frame by Frame              | Ja          | Ja        |
| "On a Roll"                                    | 2013 | Icona Pop – This Is... Icona Pop            | Ja          | Ja        |
| "That High"                                    | 2013 | Pitbull – Meltdown                          | Ja          |           |
| "Air Balloon"                                  | 2014 | Lily Allen – Sheezus                        | Ja          | Ja        |
| "I Wish"                                       | 2014 | Cher Lloyd – Sorry I'm Late                 | Ja          | Ja        |
| "Just Be Mine"                                 | 2014 | Cher Lloyd – Sorry I'm Late                 | Ja          | Ja        |
| "Dirty Love"                                   | 2014 | Cher Lloyd – Sorry I'm Late                 | Ja          | Ja        |
| "Blind Your Love"                              | 2014 | Cher Lloyd – Sorry I'm Late                 | Ja          | Ja        |
| "Killing It"                                   | 2014 | Cher Lloyd – Sorry I'm Late                 | Ja          | Ja        |
| "I'm in Love"                                  | 2014 | Ola Svensson – Carelessly Yours             | Ja          |           |
| "Tonight I'm Yours"                            | 2014 | Ola Svensson – Carelessly Yours             | Ja          |           |
| "Jackie Kennedy"                               | 2014 | Ola Svensson – Carelessly Yours             | Ja          |           |
| "Problem" (feat. Iggy Azalea)                  | 2014 | Ariana Grande – My Everything               |             | Ja        |
| "Animals"                                      | 2014 | Maroon 5 – V                                | Ja          | Ja        |
| "In Your Pocket"                               | 2014 | Maroon 5 – V                                | Ja          | Ja        |
| "Feelings"                                     | 2014 | Maroon 5 – V                                | Ja          | Ja        |
| "Shoot Love"                                   | 2014 | Maroon 5 – V                                | Ja          | Ja        |
| "Blank Space"                                  | 2014 | Taylor Swift – 1989                         | Ja          | Ja        |
| "Style"                                        | 2014 | Taylor Swift – 1989                         | Ja          | Ja        |
| "All You Had to Do Was Stay"                   | 2014 | Taylor Swift – 1989                         |             | Ja        |
| "Shake It Off"                                 | 2014 | Taylor Swift – 1989                         | Ja          | Ja        |
| "Bad Blood"                                    | 2014 | Taylor Swift – 1989                         | Ja          | Ja        |
| "Wildest Dream"                                | 2014 | Taylor Swift – 1989                         | Ja          | Ja        |
| "How You Get the Girl"                         | 2014 | Taylor Swift – 1989                         | Ja          | Ja        |
| "Wonderland"                                   | 2014 | Taylor Swift – 1989                         | Ja          | Ja        |
| "New Romantics"                                | 2014 | Taylor Swift – 1989                         | Ja          | Ja        |
| "Talking Body"                                 | 2014 | Tove Lo – Queen of the Clouds               |             | Ja        |
| "Bad Blood" (feat. Kendrick Lamar)             | 2015 | Taylor Swift – 1989                         | Ja          | Ja        |
| "This Summer's Gonna Hurt Like A Motherfucker" | 2015 | Maroon 5 - V (re-release)                   | Ja          | Ja        |
| "The Original High"                            | 2015 | Adam Lambert – The Original High            | Ja          | Ja        |
| "Rumors" (feat. Tove Lo)                       | 2015 | Adam Lambert – The Original High            | Ja          | Ja        |
| "Evil In The Night"                            | 2015 | Adam Lambert – The Original High            | Ja          | Ja        |
| "Elektra"                                      | 2015 | Refused – Freedom                           | Ja          | Ja        |
| "366"                                          | 2015 | Refused – Freedom                           | Ja          | Ja        |
| "Run Away with Me"                             | 2015 | Carly Rae Jepsen – Emotion                  | Ja          | Ja        |
| "Send My Love (To Your New Lover)"             | 2015 | Adele – 25                                  | Ja          | Ja        |
| "Rest Your Love"                               | 2015 | The Vamps – Wake Up                         | Ja          |           |
| "Just Like Fire"                               | 2016 | Pink – Alice Through the Looking Glass      | Ja          | Ja        |
| "Squeeze"                                      | 2016 | Fifth Harmony – 7/27                        | Ja          | Ja        |
| "Can't Stop the Feeling!"                      | 2016 | Justin Timberlake – Trolls                  | Ja          | Ja        |